# Fabio Di Sole
Fabio Di Sole (Catanzaro, 10 maggio 1974) è un allenatore di calcio ed ex calciatore italiano, di ruolo difensore.

## Carriera

### Giocatore
Debutta in Serie C1 nella Reggina a 18 anni dove si afferma tra i titolari e viene notato dalla Fiorentina che lo acquista nell'estate 1993 e gli fa disputare tre partite nella stagione di Serie B che i viola chiudono al primo posto.
Nel 1994 passa al Catanzaro in Serie C2 rimanendovi un anno, prima di giocare una stagione a Nola e un'altra a Montevarchi, entrambe in Serie C1. Nel 1997 fa ritorno alla Reggina dove gioca due anni da titolare in Serie B e conquista la promozione in Serie A.
Nel 1999 passa al Cosenza giocando altre tre stagioni in Serie B; nel 2002 passa alla SPAL dove gioca due anni in Serie C1, poi milita ancora nella stessa categoria con la Pistoiese. Nel 2005 torna al Catanzaro dove disputa la sua ultima annata in Serie B, prima di fare ritorno in Serie C1 con il Gallipoli e poi in Serie C2 con il Monopoli dove nel 2008 chiude col professionismo.
Nella stagione 2008-2009 trova un accordo con il Sapri, squadra militante in Serie D. Nel mese di ottobre 2010 firma per l'HinterReggio, squadra di Reggio Calabria che milita in Serie D.
In carriera ha totalizzato 141 presenze in Serie B.

### Allenatore
Dopo aver lasciato il calcio giocato, nella stagione 2011-2012, ha intrapreso la carriera da allenatore guidando la rappresentativa calabrese dei Giovanissimi al Torneo delle Regioni.
Nella stagione 2012-2013 ha allenato la formazione "Berretti" dell'HinterReggio, e nel gennaio 2014 è stato nominato allenatore in seconda del Matera.
Dal settembre 2014 siede sulla panchina del Noto, ma viene esonerato dopo appena un mese.

## Palmarès

### Giocatore
- Campionato italiano di Serie B: 2

Fiorentina: 1993-1994
Reggina: 1998-1999
- Coppa Italia Serie D: 1

Sapri: 2008-2009